# Wir spielen Einkaufen
Wir spielen Einkaufen ist ein 2008 im Ravensburger-Verlag erschienenes Brettspiel von Marco Teubner.

## Spielidee und Bedeutung des Spiels
Wir spielen Einkaufen soll als Teil der Spielereihe Spielend Neues Lernen unter dem Motto Stärken stärken als wichtiger Schritt in der Entwicklung eines Kindes fördern, selbstständig einkaufen zu gehen. Dabei gibt es Kindern die Möglichkeit, die Grundzüge des Einkaufens einzuüben, indem sie Waren gegen Geld tauschen, sich einen Überblick über das Angebot verschaffen, mit ihrem Geld haushalten und planvoll handeln.

## Spielmaterial
Im Spiel enthalten sind:
- 1 Spielplan, bestehend aus vier Teilen
- 4 Marktstände, bestehend aus je zwei Teilen
- 36 Warenkärtchen (je 9 in 4 Kategorien)
  - Obst und Gemüse
    - 3× Birnen
    - 3× Weintrauben
    - 3× Tomaten

  - Backwaren
    - 3× Brot
    - 3× Brezeln
    - 3× Hörnchen

  - Fleischwaren
    - 3× Würstchen
    - 3× Keulen
    - 3× Koteletts

  - Feinkost
    - je eine Ware pro Sorte der anderen Kategorien
- 52 Geldstücke
- 4 Spielfiguren
- 4 Aufstellfüße
- 4 Geldbeutel
- 6 Einkaufslisten
- 1 Würfel

## Spielablauf

### Spielaufbau
Der Spielplan wird aus den vier Spielplanteilen und den vier Marktständen zusammengelegt. Die Warenkärtchen werden entsprechend ihrer Kategorie neben den entsprechenden Marktstand gelegt, wobei jeweils die obersten drei Plättchen direkt aufgedeckt und auf dem Marktstand ausgestellt werden.
Jeder Spieler stellt seine Spielfigur auf das Wohnhaus und erhält einen Geldbeutel mit acht Geldstücken, sowie eine Einkaufsliste. Auf jeder Einkaufsliste befindet sich genau eine Fleischware, sowie entweder zwei Obst- und Gemüsewaren und eine Backware oder eine Obst- und Gemüseware und zwei Backwaren. Dabei sind auf die Gesamtheit aller Einkaufslisten betrachtet, pro Kategorie alle Waren gleichmäßig verteilt.
Der jüngste Spieler beginnt.

### Ein Spielzug
Wer an der Reihe ist, würfelt und bewegt seine Spielfigur entsprechend der gewürfelten Augenzahl. Die möglichen Augenzahlen betragen 2, 3 und 4 bei gleicher Wahrscheinlichkeit. Dabei zählen die Bank und die Marktstandfelder als Lauffelder und werden mitgezählt. Überschüssige Würfelpunkte können verfallen gelassen werden.

#### Ein Marktstand
An einem Marktstand können benötigte und ausliegende Waren gekauft werden. Sie werden bezahlt, indem Geld aus dem Geldbeutel in den Schlitz des Marktstandes gesteckt wird, und anschließend auf die Einkaufsliste gelegt. Nach Beendigung des Kaufvorgangs werden die übrigen Waren in Pfeilrichtung geschoben und vom Stapel nachgefüllt. Nach dem Auffüllen ist der Zug beendet. Neue Waren können im nächsten Zug durch Verzichten auf das Würfeln gekauft werden.
Wenn an keinem Stand, auch nicht am Gemischtwarenstand, eine noch benötigte Ware ausliegt, kann man Waren austauschen, indem man einen Marktstand ansteuert, an dem eine benötigte Ware gekauft werden kann, und dort die ausliegenden Waren unter den Stapel legt und drei neue aufdeckt. Anschließend können die neuen Waren gekauft werden.

#### Die Bank
Wenn ein Spieler nicht mehr genug Geld im Geldbeutel hat, muss er die Bank ansteuern. Dort angekommen wird erneut gewürfelt und der Geldbeutel um die gewürfelte Augenzahl aufgefüllt. Gegebenenfalls überflüssige Geldstücke verfallen dabei.

### Spielende
Sobald ein Spieler alle Waren auf seiner Einkaufsliste gekauft hat, kann er das Wohnhaus ansteuern. Wer zuerst das Wohnhaus mit gefüllter Einkaufsliste erreicht hat, hat gewonnen.

### Variante
In der Variante Schnäppchenjagd startet jeder Spieler mit einem leeren Geldbeutel. Die ersten Spielzüge bestehen daraus, anstatt zu würfeln, ein Geldstück zu nehmen. Wer meint, genug Geldstücke gesammelt zu haben, kann auch würfeln und loslaufen. Dabei darf er nicht als erstes die Bank ansteuern. Zusätzlich darf am Ende des Spieles bei voller Einkaufsliste für jedes übrige Geldstück ein Schritt ohne Würfeln gelaufen werden.